# Epitaph für Hans Jörg von Thor und seine Frau

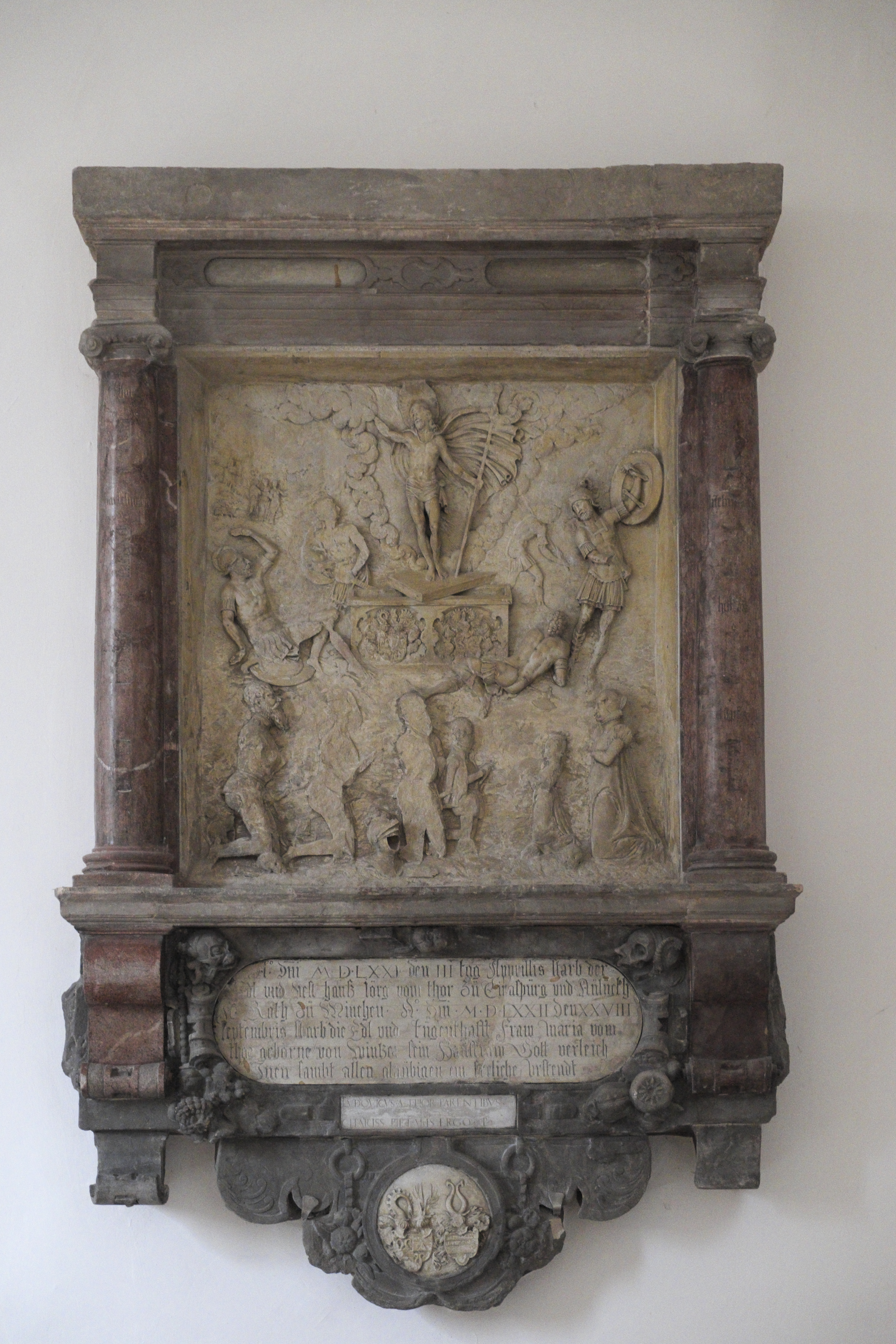
Epitaph für Hans Jörg von Thor und seine Frau in Bad Tölz

Das Epitaph für Hans Jörg von Thor und seine Frau hängt an der Nordwand der katholischen Pfarrkirche Mariä Himmelfahrt in Bad Tölz, einer Stadt im oberbayerischen Landkreis Bad Tölz-Wolfratshausen. Das Epitaph ist ein Teil der als Baudenkmal geschützten Kirchenausstattung.
Das Epitaph für Hans Jörg von Thor († 1571) und seine Ehefrau Maria, geborene Winzerer († 1572), besitzt ein von Säulen gerahmtes Relief mit der Darstellung der Auferstehung Christi. Maria Winzerer stammte aus dem berühmtesten Pflegergeschlecht in Tölz.
Darunter ist eine Inschriftentafel und das Allianzwappen der Eheleute angebracht.